# Scelimena wulingshana
Scelimena wulingshana är en insektsart som beskrevs av Zheng, Z. 1993. Scelimena wulingshana ingår i släktet Scelimena och familjen torngräshoppor. Inga underarter finns listade i Catalogue of Life.